# Therizinosaurus
Therizinosaurus (/ˌθɛrɪˌzɪnoʊˈsɔːrəs/, 'thằn lằn lưỡi hái', từ tiếng Hy Lạp cho therizo có nghĩa là 'cào' hoặc 'cắt đứt' và sauros có nghĩa là 'thằn lằn') là một chi khủng long chân thú lớn. Therizinosaurus chỉ gồm một loài T. cheloniformis, sống vào cuối kỷ Phấn Trắng, và là một trong những loài đại diện cuối cùng và lớn nhất của một nhóm độc đáo, Therizinosauria. Hóa thạch của loài này lần đầu tiên được phát hiện ở Mông Cổ và ban đầu được cho là thuộc về một loài bò sát giống rùa (do đó tên loài được đặt là T. cheloniformis - "dạng rùa"). Nó chỉ được biết đến với một vài cục xương, bao gồm cả những móng tay khổng lồ, nguồn gốc tên gọi của chi.

## Mô tả

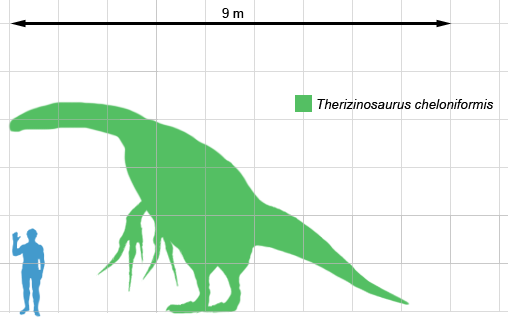
So sánh kích thước

Mặc dù hóa thạch còn sót lại của Therizinosaurus không đầy đủ, nhưng các suy luận có thể được thực hiện để đoán được đặc điểm thể chất của chi dựa trên các họ hàng Therizinosauris khác. Giống như các thành viên khác trong gia đình, Therizinosaurus có thể có mọt hộp sọ nhỏ trên đỉnh của một cái cổ dài, chúng đi bằng hai chân với thân hình nặng, sâu, rộng (được chứng minh bằng khung xương chậu của các loài therizinosaurids). Chi trước của chúng có thể đạt độ dài lên đến 2,5 mét[1] hoặc thậm chí 3,5 mét trong mẫu vật lớn nhất được biết đến. [2] Chi sau của chúng kết thúc với bốn ngón chân đỡ trọng, không giống như các nhóm chân thú khác, trong đó ngón chân đầu tiên đã được giảm xuống và trở thành một móng huyền. Vào năm 2010, Gregory S. Paul ước tính kích thước tối đa của Therizinosaurus vào khoảng 10 mét và nặng 5 tấn.[2] Chúng là loài Therizinosaurs nhất được biết đến, và là loài Maniraptorans nổi tiếng nhất.
Đặc điểm nổi bật nhất của Therizinosaurus là sự hiện diện của những móng vuốt khổng lồ trên ba ngón ở phần chi trước. Chúng thường được gặp trong các loài therizinosaur nhưng đặc biệt lớn ở Therizinosaurus, và trong khi các mẫu móng vuốt lớn nhất vẫn chưa hoàn chỉnh, chúng có thể dài từ 0,7–1 mét. Móng vuốt của chúng đến nay là dài nhất trong giới động vật.[3] Các móng vuốt tương đối thẳng, chỉ dần dần thon thành một điểm, cũng như cực kỳ hẹp và ngang phẳng.
Kiểu ăn của Therizinosaurus là không rõ vì không có vật liệu sọ nào được phát hiện có thể chỉ ra chế độ ăn uống của chúng. Tuy nhiên, giống như các loài therizinosaur khác, chúng có lẽ chủ yếu là loài ăn cỏ.